# Polly Matzinger
Polly Celine Eveline Matzinger (21 de julio de 1947) es una inmunóloga de origen francés que propuso la teoría del modelo del peligro sobre el funcionamiento del sistema inmunitario.

## Primeros años
Polly Matzinger nació el 21 de julio de 1947 en Francia, de madre francesa (Simone) y padre neerlandés (Hans). En 1954 emigró a Estados Unidos con su hermana Marjolaine y sus padres. Trabajó como bajista de jazz, carpintera, adiestradora de perros, camarera y conejita de Playboy. Se licenció en Biología por la Universidad de California en Irvine en 1976 y se doctoró en Biología por la Universidad de California en San Diego en 1979. A continuación, realizó cuatro años de trabajo posdoctoral en la Universidad de Cambridge y fue científica en el Instituto de Inmunología de Basilea durante seis años antes de trabajar en los Institutos Nacionales de Salud en Bethesda, Maryland.

## Laboratorio Fantasma en el NIAID
Matzinger es jefa de la Sección de Tolerancia y Memoria de Células T en el Instituto Nacional de Alergias y Enfermedades Infecciosas (NIAID) de EE. UU. El laboratorio ha sido conocido como el «Laboratorio Fantasma» por la elección de Matzinger de llevar a cabo los primeros nueve meses de su investigación en solitario centrándose en la teoría del caos.[cita requerida] En 2013, mientras se reorganizaba el Laboratorio de Inmunología Celular y Molecular, el NIAID transfirió la sección de Matzinger al Laboratorio de Inmunogenética.
En 2015, Matzinger grabó una serie de ocho partes sobre el modelo del peligro del sistema inmunitario, que abarcaba el rechazo de trasplantes, los tumores, la autoinmunidad, las células T, los parásitos y las alarminas.

## Investigación

### El modelo del peligro
El modelo del propio/no propio propuesto por Macfarlane Burnet y Frank Fenner en 1949 se enfrentó a desafíos a finales de la década de 1980, cuando los inmunólogos reconocieron que las células T dependen de las células presentadoras de antígenos que exhiben materiales y envían señales coestimuladoras. Impulsado por los escritos de Thomas Kuhn sobre los cambios de paradigma en la ciencia, Charles Janeway propuso en 1989 que el sistema inmunitario innato era el verdadero guardián de las respuestas del sistema inmunitario. También teorizó que el sistema inmunitario innato utilizaba antiguos receptores de reconocimiento de patrones para tomar estas decisiones, reconociendo a un patógeno por sus características invariables.[cita requerida]

#### Señales de peligro
En su artículo de 1994 «Tolerance, Danger, and the Extended Family», Matzinger amplió el modelo del peligro, argumentando que las células presentadoras de antígenos responden a «señales de peligro» liberadas por células que sufren muerte celular no programada cuando se lesionan o estresan, en contraposición a la apoptosis (muerte celular controlada). Las señales de alarma liberadas por estas células hacen saber al sistema inmunitario que existe un problema que requiere una respuesta inmunitaria. Argumentó que las células T y la respuesta inmunitaria que orquestan no se producen por una definición neonatal del «propio», como en el modelo anterior, ni por antiguas definiciones de los patógenos, como en el argumento de Janeway, sino por una respuesta dinámica y constantemente actualizada al peligro definido por el daño celular.

#### Ámbito de aplicación
El modelo del peligro es amplio y abarca temas tan diversos como los trasplantes, la inmunidad materno/fetal, la autoinmunidad, los tratamientos contra el cáncer y las vacunas. Matzinger argumentó que los modelos anteriores no explicaban por qué las respuestas del sistema inmunitario varían en función de la localización y gravedad de la amenaza específica. Los modelos anteriores tampoco explican cómo el sistema inmunitario rechaza tumores, induce enfermedades autoinmunes o genera respuestas alérgicas.
Algunos inmunólogos siguen manteniendo las ideas de Janeway, creyendo que la respuesta inmunitaria está alimentada principalmente por «receptores de reconocimiento de patrones» innatos conservados evolutivamente que reconocen similitudes entre microorganismos, minimizando los efectos de la muerte celular no programada.[cita requerida]

### Reconocimiento de patrones y sistema inmunitario basado en tejidos
Seung-Yong Seong y Matzinger han propuesto que las regiones hidrofóbicas expuestas de los compuestos biológicos se encuentren entre los patrones moleculares asociados a daños (DAMP) del modelo del peligro. Al enfrentarse a factores estresantes, las células pliegan mal y desnaturalizan sus proteínas, exponiendo regiones hidrofóbicas que se agregan en grupos para evitar la exposición al medio acuoso.
En un artículo publicado en 2013 en Nature Immunology, Matzinger destacó la implicación principal del modelo del peligro de que los tejidos corporales dirigen las respuestas inmunitarias. A medida que la investigación sigue demostrando que las bacterias del microbioma de cada órgano guían su función y sus resultados, Matzinger sostiene la teoría de que los microbios pueden ser los impulsores de las respuestas del sistema inmunitario. Matzinger argumenta que los DAMP pueden explicar por qué los receptores tipo Toll responden a señales de ligandos tanto externos como endógenos, y su modelo del peligro sugiere una multitud de vías de señalización que determinan el alcance y la naturaleza de cada respuesta del sistema inmunitario.

### Impugnación de las teorías de Matzinger
Se ha demostrado que las células T reguladoras suprimen las respuestas inmunitarias, ejemplificado por el síndrome autoinmune Ipex que se produce cuando el regulador maestro de estas células T reguladoras es disfuncional. Matzinger ha incorporado las células T reguladoras a su modelo del peligro, argumentando que su actividad reguladora no es absoluta, basándose en que los órganos de trasplante son rechazados en mayor proporción si están infectados, lo que demuestra que las señales de peligro siguen dictando la respuesta inmunitaria.
Las críticas al modelo del peligro se centran en dos puntos clave: en primer lugar, Matzinger argumentó que los tumores persisten para causar cáncer porque sus células sufren muerte celular programada, no liberando señales de peligro para una respuesta inmunitaria. Sin embargo, investigaciones recientes han demostrado que el sistema inmunitario detecta y destruye algunos tumores. En segundo lugar, el modelo del peligro explica el rechazo del trasplante como resultado de daños inducidos por la cirugía, pero esta explicación no tiene en cuenta la mayor tolerancia del autotrasplante, el movimiento de tejidos entre partes del mismo cuerpo.
Los términos acuñados por Matzinger, como «célula presentadora de antígenos profesional», «señal de peligro» y «DAMP», se utilizan con frecuencia para explicar el modelo del sistema inmunitario basado en el propio/no propio. El inmunólogo Russell E. Vance ha argumentado que los paradigmas inmunológicos como el modelo del peligro son inevitablemente representaciones inexactas de mecanismos distintos generados bajo presión evolutiva.

### Polémica por la coautoría de un perro
En 1978, Matzinger publicó su cuarto artículo en el Journal of Experimental Medicine, en el que incluía a su lebrel afgano, Galadriel Mirkwood, como coautora para escribir en voz activa en tercera persona. Al identificar esto, se le prohibió publicar en la revista.

## Premios
En el Festival de Cine de Colonia de 1986, Polly Matzinger ganó el Premio a la Excelencia Especial en Películas Educativas por la traducción alemana de Immunity: The Inside Story. En 1996 fue nombrada miembro honorario vitalicio de la Sociedad Escandinava de Inmunología. En 2002, la revista Discover reconoció a Matzinger como una de las cincuenta mujeres más importantes de la ciencia. En 2003, recibió un doctorado honoris causa de la Universidad de Hasselt. En 2008, fue incluida como investigadora «Highly Cited» entre el 1% de las más citadas en su campo en la Web of Science.
Desde 2009, la empresa biotecnológica EpiVax financia la beca Polly Matzinger Fearless Scientist para científicas del Instituto de Inmunología e Informática de la Universidad de Rhode Island.